# La Première Communion
La Première Communion est le premier roman de Michel Mardore publié chez Gallimard en 1962 dans la collection blanche.
Ce récit est inspiré du chef-d'œuvre du marquis de Sade Eugénie de Franval.

## Résumé
Franval, homme riche et corrompu, est marié à une femme pieuse et pure soutenue par une famille puissante et bien pensante contre laquelle il est en révolte ouverte.
L'originalité de ce récit est dans la forme : ni roman, ni pièce de théâtre, mais plutôt imitation soigneusement écrite d'un scénario de film.

## Critiques
- La Première Communion est une fable dont le thème a été emprunté à un écrivain célèbre, mais le ton est très personnel. (Arts n° 879, août 1962).
- Michel Mardore a trouvé un ton et un style qui ne sont pas sans faire penser à Roger Vailland. C'est un mélange fort savant (...) de cynisme, d'humour, de lucidité et de ferveur. (A.G et P. L, Paris-Normandie, 31 août 1962).
- La chaleur intellectuelle mise à part, il ne s'agit que d'un jeu, voire d'un exercice, où l'on sent, sous les détours de la pensée et du langage, la griffe d'un véritable écrivain. (Rivarol n° 602, 26 juillet 1962).